# إيزابيل ماكوركينديل
كانت إيزابيلا ماكوركينديل (1885-1971)، الحاصلة على رتبة الإمبراطورية البريطانية، والمعروفة باسم إيزابيل ماكوركينديل، ناشطة أسترالية من أصل اسكتلندي في مجالات مكافحة استهلاك الكحول وحقوق المرأة ومنح المرأة حق الاقتراع. كانت ماكوركينديل رائدة في كل من الاتحاد النسائي المسيحي الأسترالي لمكافحة الكحول (WCTUA)، والاتحاد النسائي المسيحي العالمي لمكافحة الكحول (WWCTU). بصفتها مسؤولة التثقيف العلمي للاعتدال باستهلاك المشروبات الكحولية في الاتحاد النسائي المسيحي لمكافحة الكحول، قضت ماركوركينديل أكثر من 40 عامًا بالعمل على تثقيف الشباب حول العواقب الصحية والاجتماعية لاستهلاك المشروبات الكحولية. شغلت ماكوركينديل منصب رئيس الاتحاد النسائي المسيحي العالمي لمكافحة الكحول بين عامي 1959 و1962، وذلك بعد شغلها لمنصب نائب رئيس الاتحاد نفسه بين عامي 1947 و1959. شغلت ماكوركينديل أيضًا منصب رئيس الاتحاد النسائي المسيحي الأسترالي لمكافحة الكحول بين عامي 1963 و1966. في عام 1961، مُنحت ماكوركينديل رتبة الإمبراطورية البريطانية فائقة الامتياز تكريمًا لها على عملها.

## بدايات حياتها وتعليمها
ولدت إيزابيلا ماكوركينديل بتاريخ 5 يناير 1885 في بلدة روثرغلين الواقعة على بعد ثلاثة أميال (4.8 كيلومتر) بالاتجاه الجنوبي الغربي من مدينة غلاسكو في اسكتلندا لأرشيبالد وباربرا ماكوركينديل، وكانت أول مولود لهما. عندما كانت إيزابيلا بعمر سنة واحدة، هاجر والداها إلى مدينة بريسبان في ولاية كوينزلاند الأسترالية حيث أمضت طفولتها وبدايات فترة شبابها. كانت ماكوركينديل عضوًا في الكنيسة الميثودية طيلة حياتها. التحقت ماكوركينديل بمدرسة جانكشن بارك الحكومية الواقعة في ضاحية أنيرلي في بريسبان، والتي تعد جزءًا من الأراضي التاريخية لشعبي توربال وجاجيرا الأصليين. بعد إكمالها لتعليمها الثانوي، التحقت ماكوركينديل بكلية إدارة الأعمال.
بين عامي 1924 و1927، درست ماكوركينديل في جامعة إدمونتون خلال جولة خارج البلاد.

## حياتها المهنية
كانت ماكوركينديل ناشطة في الاتحاد النسائي المسيحي العالمي لمكافحة الكحول، المنظمة الدولية التي جمعت مناهصي استهلاك المشروبات الكحولية المهتمين أيضًا بموضوعات اجتماعية أخرى ذات صلة بالمرأة. تأسس الاتحاد في الولايات المتحدة الأمريكية بعام 1874، وتطور، تحت قيادة رئيسته الثانية، فرانسين ويلارد، ليصبح أكبر منظمة نسائية في الولايات المتحدة الأمريكية وأكثرها تأثيرًا من الناحية السياسية.
في عام 1883، أنشئت منظمة الاتحاد النسائي العالمي لمكافحة الكحول. كان الاتحاد النسائي المسيحي العالمي لمكافحة الكحول (WWCTU) مؤثرًا في بريطانيا، وتوسع تأثيره لاحقُا ليشمل عددًا من دول الكومنولث، وكان بمثابة مركز لتبادل المعلومات حول مواضيع مكافحة الكحول والقضايا ذات الصلة، وشبكة تربط النساء المدافعات عن مكافحة استهلاك المشروبات الكحولية من جميع أنحاء العالم.
أُنشئ أول فرع للاتحاد النسائي لمكافحة الكحول في أستراليا في مدينة سيدني في ولاية نيوساوث ويلز في عام 1882. أنشئت فروع أخرى إضافية في ولايات أسترالية أخرى في عام 1885، بسبب تأثير الناشطة في مجال مكافحة استهلاك الكحول والقائدة في الاتحاد النسائي لمكافحة الكحول في أمريكا، ماري غرينليف كليمنت ليفيت، والتي قامت بجولة في أستراليا في نفس السنة. في عام 1891، تأسس اتحاد وطني يضم العديد من الاتحادات الإقليمية في أستراليا وأطلق عليه اسم الاتحاد النسائي المسيحي الأسترالي لمكافحة الكحول أو (WCTUA).
كانت مكافحة استهلاك وبيع المشروبات الكحولية إحدى الأولويات الرئيسية للاتحاد النسائي المسيحي الأسترالي لمكافحة الكحول بسبب تأثيراته الضارة على الأفراد والأسرة والمجتمع. مع ذلك، تصدى الاتحاد أيضًا لمجموعة من القضايا ذات الصلة التي اعتبرتها نساء الاتحاد مهمة لتحسين واقع المجتمع. شملت تلك القضايا منح المرأة حق التصويت وقوانين العمل التي تحمي النساء العاملات إضافة إلى مبادرات الصحة العامة.
في الفترة التي انضمت فيها ماكوركينديل إلى الاتحاد، كانت النساء قد حصلت على حق التصويت على المستوى الإقليمي والوطني. واصلت المنظمة الضغط من أجل سن قوانين تحد من بيع الكحول وتقلل من ساعات عمل الحانات وعملت على الدعوة للامتناع عن استهلاك الكحول والمخدرات على المستوى الشخصي.
بدأت مشاركات ماكوركينديل في الاتحاد النسائي المسيحي الأسترالي لمكافحة الكحول في عام 1911، وكانت حينها في السادسة والعشرين من عمرها. في بدايات عملها في الاتحاد، شغلت ماكوركينديل منصبًا قياديًا في لجنة مكافحة القمار بصفتها عضوًا مشاركًا، ثم تولت منصب المنظم الرئيس للاتحاد في ولاية كوينزلاند، الأمر الذي اضطرها للسفر عبر الولاية لتوسيع عمل المنظمة. بحلول عام 1917، شغلت ماكوركينديل منصب الأمين العام المنظم لفرع كوينزلاند للاتحاد النسائي الأسترالي لمكافحة الكحول.
كانت مهارات ماكوركينديل القيادية موضع تقدير العديد من الأشخاص خارج الاتحاد النسائي المسيحي لمكافحة الكحول، ومن عام 1920 حتى عام 1924، قدمت خدمات تطوعية لصالح تحالف إقليمي لمنظمات مكافحة الكحول، عُرف باسم التحالف الكوينزلاندي لمكافحة المشروبات الكحولية، وأصبحت مديرة القسم النسائي في التحالف.
بين عامي 1924 و1927، سافرت ماكوركينديل خارج أستراليا، وأمضت معظم تلك الفترة بين إنجلترا وكندا والولايات المتحدة الأمريكية. ألقت خلال جولتها العديد من المحاضرات حازت خلالها على درجة عالية من الاحترام، وحاضرت في كل من جمعية مكافحة الكحول النسائية البريطانية في عام 1925، والاتحاد الكندي لمكافحة الكحول في عام 1926. ذكرت ماكوركينديل لاحقًا أن جولتها هذه ساعدت في تعميق هويتها الأسترالية.
عند عودتها إلى أستراليا، أصبحت ماكوركينديل مديرة العمليات التثقيفية حول مكافحة استهلاك الكحول في الاتحاد النسائي المسيحي لمكافحة الكحول، وظلت في هذا المنصب من عام 1927، وحتى عام 1956. ركز عملها على تعزيز العمليات التعليمية والتثقيفية بآثار إدمان الكحول مع التركيز بشكل خاص على فئة الشباب البالغين. سافرت ماكوركينديل خلال تلك الفترة عدة مرات. في عام 1929، أمضت ماكوركينديل 6 أشهر في نيوزيلندا لقيادة حملة تثقيفية تهدف إلى جذب الشباب إلى حركة مكافحة استهلاك المشروبات الكحولية.
بعد جولتها خارج البلاد، عادت ماكوركينديل إلى أستراليا وقامت بجولات داخلية واسعة في الثلاثينيات، ركزت فيها مجددًا على جذب الشباب إلى الحركة. واصلت ماكوركينديل تركيزها على مناقشة العلوم ومواضيع الصحة العامة، وألقت محاضراتها أمام حشود كبيرة من الرجال والنساء على حد سواء. في عام 1934، نُدبت ماكوركينديل إلى السويد للمشاركة في مؤتمر الاتحاد النسائي المسيحي العالمي لمكافحة الكحول مع زميلتها، آدا برومهام.
بالإضافة لكونها متحدثة ومنظمة، كانت ماكوركينديل كاتبة ومحررة. في عام 1939، وبمناسبة الذكرى المئوية لميلاد فرانسيس ويلارد، كتبت ماكوركينديل سيرته الذاتية وعنونتها كتاب الاحتفال بالذكرى المئوية لفرانسيس ويلارد. حررت ماكوركينديل أيضًا مجموعة من المقالات حول الاتحاد النسائي المسيحي لمكافحة الكحول نشرت عام 1948، تحت عنوان مسارات رائدة. في نفس العام، أصبحت ماكوركينديل أيضًا محررة في صحيفة الاتحاد المسيحي لمكافحة الكحول الأسترالية، والمعروفة باسم وايت ريبون سيغنال (إشارة الشريط الأبيض). في عام 1949، حررت ماكوركينديل ثالث كتاب عن تاريخ الاتحاد النسائي المسيحي لمكافحة الكحول، بعنوان حاملي الشعلة: الاتحاد النسائي المسيحي لمكافحة الكحول في جنوب أستراليا 1886-1948.
في عام 1947، انتُخبت ماكوركينديل نائبة لرئيس الاتحاد النسائي المسيحي العالمي لمكافحة الكحول، وبقيت في المنصب 11 عامًا، حتى عام 1959 عندما انتخبت رئيسةً للاتحاد. بقيت ماكوركينديل في منصب الرئاسة لأربع سنوات، شغلت بعدها منصب رئيس الاتحاد النسائي المسيحي الأسترالي لمكافحة الكحول من عام 1963 وحتى عام 1966.